# Гроскурт, Гельмут
Гельмут Гроскурт (16 декабря 1898, Люденшайд, Пруссия — 7 апреля 1943, Фролово, Сталинградская область) — офицер вермахта, полковник. Известен как активный участник немецкого антигитлеровского сопротивления. Как офицер разведки стоял у истоков формирования спецподразделения Бранденбург; командовал специальными операциями в Судетах. В 1938 году принимал активное участие в заговоре против Гитлера. После критики военных преступлений, совершённых немецкими войсками в Польше был переведён в регулярную армию. Во время вторжении во Францию командовал пехотным батальоном, позже занимал различные штабные должности. Во время массового убийства евреев в Белой Церкви (Украина) пытался предотвратить убийство детей. Служил начальником штаба 11-го армейского корпуса (командир — Карл Штрекер).  Участвовал в попытке нацистской Германии и сателлитов захватить Сталинград, сдался в плен, в плену заболел тифом и умер в 1943 году. Сохранившиеся дневники и другие бумаги Гроскурта дали важный материал для исследования ранних этапов антигитлеровского сопротивления в немецких вооружённых силах.

## Ранние годы
Родился в Люденшайде в семье евангелического богослова и священника Рейнхарда Гроскурта (1866—1949), старший брат (Reinhard Groscurth, 1895—1983) был юристом в Бремене.

### Первая мировая война
В 1916 году поступил в 75-й пехотный полк и воевал на Западном фронте. Был тяжело ранен и попал в плен к англичанам. После войны перешёл в рейхсвер, а затем покинул армию, чтобы получить образование; изучал сельское хозяйство. В 1924 году вернулся в рейхсвер и в 1929 году был назначен адъютантом Эрвина фон Витцлебена.

## Офицер военной разведки
В 1935 году был зачислен в абвер и в скором времени вошёл в круг офицеров военной разведки, которые были частью немецкого сопротивления под руководством адмирала Канариса. В 1938 году Канарис назначил майора Гроскурта главой «Абвера II» — подразделения, отвечавшего за нетрадиционные военные действия заграницей. Канарис опасался растущего влияния СС в таких операциях, особенно влияния на Конрада Генлейна и поэтому накануне запланированной аннексии Судетской области послал Гроскурта в Судетскую землю для подготовки прогерманской пятой колонны, подконтрольной абверу. В его задачу входила поддержка умеренных элементов среди этнических немцев с целью найти мирное решение проблемы. Эти действия вызвали гнев Рейнхарда Гейдриха и СД, которые работали над усилением напряжённости, чтобы оправдать вторжение в Чехословакию.

### Ближний Восток
Как часть более широкой стратегии захвата Судетской области, Гитлер хотел отвлечь британцев от европейских дел. С этой целью Канарис и Гроскурт отправились в Багдад на тайную встречу с Амином аль-Хуссейни, Великим муфтием Иерусалима. После этого Гроскурт координировал операцию по контрабанде оружия для арабских сил, боровшихся с англичанами во время арабского восстания в Палестине.

### Судетская область
Несмотря на некоторые успехи действий абвера, Генлейн был очень впечатлён успехом аншлюса и решил принять сторону радикалов, поддерживаемых Гейдрихом. Как только немцы заняли Судетскую область, Гейдрих отстранил Генлейна от власти и расправился с его сторонниками. Жена Генлейна умоляла Гроскурта защитить их от СС, что Гроскурт и абвер пытались сделать с ограниченным успехом. Генлейн не был убит, но от власти был отстранён.

### «Бранденбург»
После завершения операции в Судетах Гроскурт поддержал предложения своего подчинённого Теодора фон Хиппеля о создании отряда т. н. «бранденбургцев» в составе «Абвера II».

### Abteilung Heerwesen zbV
Вскоре Гроскурт был назначен начальником Abteilung Heerwesen zbV — недавно созданного подразделения связи между абвером и командованием сухопутных войск (его место в абвере занял Эрвин фон Лахузен). Новая должность Гроскурта оказалась ключевой для координации подпольных связей между военной разведкой, регулярной армией и дипломатическим корпусом Германии.
Канарис использовал новое подразделение Гроскурта для передачи разведданных непосредственно старшим командующим сухопутных сил с целью борьбы с растущим влиянием СС и его расширяющихся разведывательных возможностей. Новые обязанности Гроскурта значительно расширили его связи. Он использовал свою должность и связанные с ней контакты для развития сопротивления Гитлеру и СС, в том числе став одним из главных координаторов заговора Остера. От имени Канариса он выступал в качестве куратора Йозефа Мюллера, отправленного с тайной миссией в Ватикан, с целью привлечения поддержки Папы к делу свержения Гитлера. Кроме того, Гроскурт активно поддерживал связь между антигитлеровскими элементами в Германии и правительством Чемберлена. Эти контакты имели целью получить гарантии ненападения англичан на Германию в случае свержения Гитлера. После того как Гиммлер издал директиву о том что эсэсовцы должны заводить как можно больше детей «хорошей крови», независимо от семейного положения матери, Гроскурт активно и публично проводил кампанию за отмену этого приказа.
В декабре 1939 года Гроскурт совершал поездки по Западному фронту распространяя отчёты о зверствах, совершённых во время вторжения в Польшу, переданные ему Иоганнесом Бласковицем, и пытался привлечь командующих к борьбе против Гитлера. В частности, он посетил Вильгельма Риттера фон Лееба, Эрвина фон Вицлебена, Герда фон Рундштедта и Федора фон Бока. Предпринять какие-то действия согласился только Лееб, который направил Гитлеру рапорт с протестом. В целом действия Гроскурта оказались безуспешными и привели к его увольнению из военной разведки в январе 1940 года. Он был назначен командиром пехотного батальона, с которым принял участие во вторжении во Францию.

## Офицер штаба
После Франции Гроскурт был назначен офицером штаба 295-й пехотной дивизии.

### Инцидент в Белой Церкви
В августе 1941 года Гроскурт попытался предотвратить казнь приблизительно 90 еврейских детей в Белой Церкви. Инцидент начался с того, как несколько немецких пехотинцев вступили в конфликт с сержантом СС, отвечавшим за охрану церкви, в которой были заперты дети, казнённых накануне евреев. После того как эсэсовцы отказались отпустить детей, солдаты пошли к своим капелланам, которые, в свою очередь, обратились к Гроскурту.
8 августа 1941 года Гроскурт направил рапорт начальнику штаба группы армий «Юг» генералу Георгу фон Зоденштерну. Зоденштерн принял доклад, но сказал Гроскурту, что не может вмешаться. Гроскурт дошёл до фельдмаршала Вальтера фон Рейхенау на встрече 21 августа 1941 года. Рейхенау повторил позицию местного командира СС, Йозефа Ридла, который считал, что истребление еврейских женщин и детей «абсолютно необходимо». Присутствовавший на совещании Пауль Блобель, командир Айнзацгруппы С, добавил, что армейские командиры, возражающие против казней, сами должны быть привлечены к их исполнению. В некоторых сообщениях утверждается, что Гроскурта впоследствии избили эсэсовцы, хотя в своём докладе Гроскурт об этом не упомянул. На следующий день эсэсовцы отвезли детей к братской могиле, где их всех расстреляли полицаи. К неудовольствию Райхенау, Гроскурт подал официальный отчёт, протестуя против убийств как бесчеловечных и деморализующих войска. Критика, которую Гроскурт высказал в своём докладе, была, однако, направлена исключительно на то, чтобы местные командиры не допускали такого жестокого обращения и убивали детей вдали от немецких войск.

### Сталинград
Несмотря на публичное осуждение, Гроскурт был произведён в полковники и назначен начальником штаба XI армейского корпуса под (командир — Карл Штрекер), который вскоре принял участие в Сталинградской битве. По мере того, как положение 6-й армии в Сталинграде ухудшилась, Гроскурт убедился, что единственный способ избежать национальной катастрофы — это устранить Гитлера. С этой целью он попросил своего друга майора Альреда фон Вальдерзее поехать в Берлин и связаться с офицерами, которые могли бы действовать. Вальдерзее первым делом встретился с Фридрихом Ольбрихтом и Людвигом Беком. Бек посоветовал Вальдерзее посетить Карла-Генриха фон Штюльпнагеля в Париже, а также попросить о поддержке Герда фон Рундштедта. Его усилия, однако, оказались тщетными. Гроскурт и Штрекер были последними высокопоставленными немецкими офицерами, остававшимися в Сталинграде до конца. Утром 2 февраля они составили последнее сообщение, отправленное 6-й армией в Берлин, заключив его словами «Да здравствует Германия!» Это было преднамеренное отклонение от стандартного «Хайль Гитлер!». Штрекер и Гроскурт вместе с остатками 6-й армии были взяты в плен и отправлены в трудовые лагеря. Гроскурта поместили в офицерский лагерь во Фролово, где он позже умер от тифа.

## Наследие
Гроскурт был одним из первых армейских офицеров, присоединившихся к сопротивлению. Вместе с Остером он стал известен как «душа Сопротивления в абвере». После войны был опубликован дневник Гроскурта, раскрывший его роль в качестве одного из ключевых членов заговора Остера. Он также был одним из авторов секретного меморандума «Грядущая катастрофа», написанного в октябре 1939 года совместно с дипломатами Хассо фон Эцдорфом и Эрихом Кордтом, в котором описывался план переворота против Гитлера. Дневники и другие сохранившиеся бумаги Гроскурта дали историкам важную информацию о сопротивлении Гитлеру со стороны военных, а также о постепенном вовлечении армии в военные преступления СС. Документы, связанные с секретной миссией Мюллера в Риме, предоставили важные доказательства о связях немецкого сопротивления, британского правительства и Ватикана. Историк Фридрих Хиллер фон Гертринген описал Гроскурта как «решительного противника нацизма».

### Комментарии
1. ↑  В будущем участник в заговоре 20 июля